# Prosa (fagforening)
 For alternative betydninger, se Prosa (flertydig). (Se også artikler, som begynder med Prosa)
PROSA er en dansk fagforening for ansatte i it-branchen samt it-studerende, der blev dannet den 15. februar 1967. PROSA var indtil 1. januar 2019 en del af den faglige hovedorganisation FTF; og siden da en del af FH.
PROSA havde i 2019 15.271 medlemmer.
PROSA er partipolitisk uafhængig og har valg til formandsposten hvert andet år for at forebygge magtmisbrug.

## Organisationen
Den øverste myndighed i PROSA er delegeretforsamlingen, som bliver afholdt hvert andet år. Der bliver blandt andet stemt om vedtægter og valg til hovedbestyrelsen. Imellem delegeretforsamlingerne er den øverste myndighed i foreningen hovedbestyrelsen, som består af et fast antal medlemmer, som bliver valgt på delegeretforsamlingen og et medlem fra hver lokalafdeling.
Hver lokalafdeling har egen bestyrelse, som tager de lokale beslutninger og er valgt blandt lokalafdelingens medlemmer.
Derudover er der en række udvalg som arbejder med forskellige områder som arbejdsmiljø, uddannelse og overenskomster.
Prosa har siden 1974 haft sin egen a-kasse som blev statsanerkendt i 1977. Efter en fusion med Merkonomernes a-kasse i 1985 og den betydeligt større STA i 2010 er a-kassen nu kendt som Min A-kasse.

### Lokalafdelinger
- PROSA/Offentlig – for alle de medlemmer som er ansat i regionerne, kommunerne og staten.

- PROSA/SAX – en sammenslutning af PROSA/CSC – for alle de medlemmer som er ansat hos CSC Danmark og PROSA/SAS for alle de medlemmer som ansat i SAS|Danmark og Scandinavian IT Group – SIG (tidligere SAS Data)

- PROSA/STUD – for alle de medlemmer som er studerende på en it-uddannelse og it-lærlinge på en erhvervsuddannelse i Danmark.

- PROSA/VEST – for alle de medlemmer som er ansat i en virksomhed vest for Store Bælt.

- PROSA/ØST – for alle de medlemmer som er ansat i en virksomhed øst for Store Bælt.

### PROSA's formænd
- Anker Mørk Thomsen (1972 – 1976)
- Erik Kristensen (1976 – 1981)
- Hans Irgens (1981 – 1985)
- Steffen Stripp (1985 – 1990)
- Bodil Toft (1990 – 1996)
- Peter Christensen (1996 – 1999)
- Henrik Kroos (1999 – 2002)
- Peter Ussing (2002 – 2008)
- Niels Henrik Bertelsen[6] (2008 – )

## Medier

### Interne medier
Prosa har sit eget medlemsblad Prosabladet, som udkommer 11 gange om året og har et oplag på 12.600 
PROSA/STUD som er lokalafdelingen for studerende i PROSA, har tidligere haft deres eget medlemsblad '"PROSIT" og senere 'Bufferlow.

### Medieomtale
I marts 2007 fik PROSA stor opmærksomhed da de samsendte anonymiserings cd'en Privatlivets fred sammen med Prosabladet. Dette blev gjort som en protest imod Logningsbekendtgørelsen, og for at sætte fokus på digital overvågning.

## Mærkesager
Udover at kæmpe for bedre arbejdsforhold har PROSA også en række andre holdninger som de kæmper for som blandt andet indbefatter:
- For åbne standarder
- For beskyttelse af privatlivets fred
- For bedre it-uddannelser
- Mod overvågning
- Mod softwarepatenter
- Mod medielicens